# 伊佐奇
伊佐奇（法語：Izotges，法語發音：[izɔtʒ]）是法国热尔省的一个市镇，属于米朗德区。

## 地理
伊佐奇（43°39'5"N, 0°0'41"W）面积2.94 平方千米，位于法国奧克西塔尼大區热尔省，该省份为法国西南部内陆省份，北起顺时针与洛特-加龙省、塔恩-加龙省、上加龙省、上比利牛斯省、大西洋比利牛斯省和朗德省接壤。
与伊佐奇接壤的市镇（或旧市镇、城区）包括：阿杜尔河畔卡于扎克、里斯克勒、萨拉加希、塔斯克、泰尔姆达马尼亚克。
伊佐奇的时区为UTC+01:00、UTC+02:00（夏令时）。

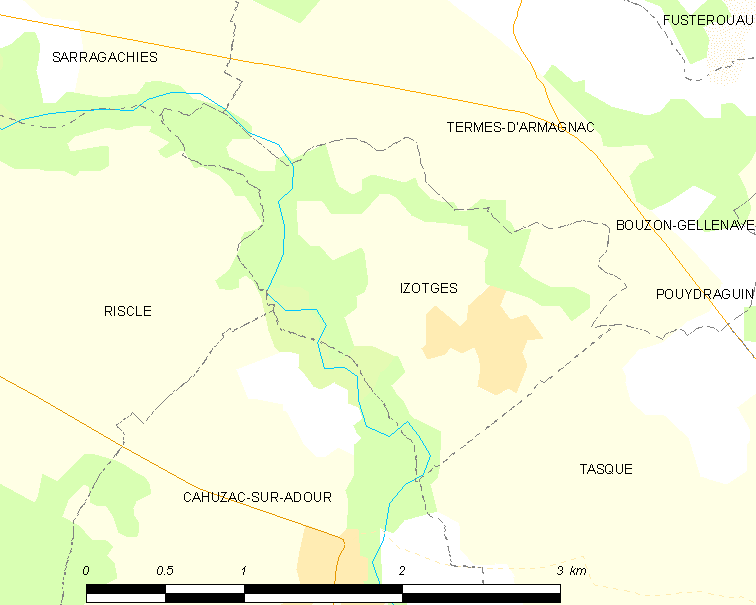
伊佐奇的OSM定位图

## 行政
伊佐奇的邮政编码为32400，INSEE市镇编码为32161。

## 政治
伊佐奇所属的省级选区为帕尔迪亚克-下河县。

## 人口

1962-2008年间伊佐奇人口变化图示

伊佐奇于2022年1月1日时的人口数量为86人。